# Sara Hendriks
Sara Hendriks (* 28. Juni 1846 in Renkum; † 25. März 1925 in Naarden) war eine niederländische Malerin und Zeichnerin.

## Leben
Hendriks wurde in Oosterbeek, einem Vorort von Arnheim geboren. Sie war die Tochter des Landschaftsmalers Frederik Hendrik Hendriks (17. Januar 1808–4. April 1865), der ein Schüler von Hendrik Jan van Amerom (8. April 1777–6. Juni 1888) und der Hendrica Wilhelmina de Gaai Fortman. Sie erhielt Malunterricht von ihrem Vater und um 1870 in der Düsseldorfer Malerschule von Karl Ferdinand Sohn, Professor an der Kunstakademie Düsseldorf. Nach Angaben von Alfred von Wurzbach wurde sie durch B. L. Hendricks (vermutlich Barend Leonardus Hendriks) unterrichtet. Er gibt aber keinerlei verwandtschaftliche Beziehung zwischen ihr und Frederik Hendrik Hendriks an.
Von 1874 bis 1895 lebte sie in Utrecht, wo sie Mitglied der Utrechter Künstlergenossenschaft (Schilder- en teekengenootschap Kunstliefde in Utrecht) war. In den Jahren 1895 bis 1897 lebte sie für kurze Zeit in Den Haag und Arnheim und zog dann nach Amsterdam, wo sie am 5. Oktober 1899 im Alter von 53 Jahren den Makler Wolter Gerrit Reedeker (1855–1931) heiratete. Das Paar lebte bis 1911 in Amsterdam, dann in Bussum und ab 1913 in Naarden, wo Hendriks im Jahre 1925 im Alter von 78 Jahren verstarb.

## Werk
Hendriks malte Stillleben mit Blumen, Fische und Früchte, Figurenbilder und Porträts im Stil der Meister des 17. Jahrhunderts. Im Jahr 1881 stellte sie auf der Exposition générale des Beaus Arts in Brüssel aus und nahm mehrere Male an der Ausstellung lebender Meister in Amsterdam (Tentoonstelling van Lebende Meisters) teil. Ihre Arbeiten sind in den Sammlungen des Gemeentemuseum Den Haag und des Rijksmuseum Amsterdam enthalten. Sie signierte ihre Werke mit Sara Hendriks. Im Rijksbureau voor Kunsthistorische Documentatie befindet sich ein Foto des Malers Jozef Israëls aus dem Jahr 1899 aus ihrem Besitz, mit welchem sie bekannt gewesen sein muss.

## Werke (Auswahl)
- Damenporträt, 1871[10]
- Stillleben Eine Fantasie (Eene Fantasie), 1871[11]
- Männerporträt, 1877[12]
- Vruchten (Früchte), 1880, Ausstellung der Utrechter Künstlergenossenschaft (Genootschap Kunstliefde), 1885[13]
- Stilleven met perziken en druiven (Stillleben mit Pfirsichen und Trauben), 1881, Öl auf Leinwand, 36 × 45 cm, Rijksmuseum Amsterdam[14]
- Platte mit Lachs (Schotel met Zalm), 1888[15]
- Früchte, 1900, Pfirsiche und Trauben auf einem blauen Teller; daneben eine Steinzeugvase aus Deutschland und ein halbvolles Kristallglas. (36 × 45 cm, unten links signiert: Sara Hendriks) Rijksmuseum Amsterdam[16]